# Giaur (islam)
Giaur (tur. gawr, giaur) – niewierny, pogardliwe określenie nadawane przez wyznawców islamu innowiercom, zwłaszcza chrześcijanom.